# Estadi Ramaz Shengelia
Ramaz Shengelia Stadium (en georgià: რამაზ შენგელიას სტადიონი) és un estadi multiusos a Kutaisi, Geòrgia, utilitzat principalment per a partits de futbol. És l'estadi on el Torpedo Kutaisi juga com a local i va ser construït el 1950, amb un primera ampliació el 1962. El 2010, quan el Torpedo va tornar a laUmaglesi Liga, l'estadi va ser remodelat obtenint una capacitat per a 12.000 persones.
Inicialment va rebre el nom de Givi Kiladze, però el 2016 va ser rebatejat en honor a Ramaz Shengelia, un exjugador de futbol georgià de l'època soviètica que va néixer a Kutaisi i va començar la seva carrera al Torpedo.
L'estadi va ser reconstruït àmpliament el 2023, abans de ser la seu del Campionat d'Europa sub-21 de la UEFA reduint la seva capacitat a 10.700 espectadors. Segons funcionaris del govern, va costar 35 milions de laris georgians, equivalents a 12.250.000 €. L'estadi Shengelia va acollir 3 partits de la fase de grups i un partit de quarts de final. Anteriorment, la selecció de Geòrgia va celebrar aquí un partit amistós contra Bielorússia. La seu també s'ha utilitzat per a la final de la Copa David Kipiani i la final de la Supercopa georgiana.